# Агриолимациды
Агриолимациды (лат. Agriolimacidae) — семейство наземных стебельчатоглазых брюхоногих моллюсков надсемейства Limacoidea.

## Описание
Слизни небольшие или средних размеров, самые крупные взрослые экземпляры после фиксации едва достигают 60 мм. Мантия лежит на передней половине тела; только у Megalopelte она закрывает почти всю верхнюю сторону животного. Пневмостом располагается постмедиально или почти медиально. Участок мантии вокруг пневмостома слегка приподнят и утолщён, образуя лёгкое вздутие или площадку, слегка отличающуюся по окраске от соседних участков мантии. При жизни по мантии пробегают волны сокращений в виде нежных концентрических бороздок. Боковые доли подошвы неравномерно покрыты поперечными бороздками, которые, переходя на срединную долю, V-образно изогнуты к заднему концу тела. Половое отверстие располагается за правым губным щупальцем.
Раковина с эксцентрическим нуклеусом, только у Mesolimax он лежит почти на продольной оси раковины.
Кишечник двухпетлевого типа, обычно почти не перекручен: кишка располагается позади сравнительно короткого зоба. Крупная правая доля печени образует задний конец внутренностного мешка, левая доля меньших размеров и лежит впереди.
Сердце лежит в левой передней четверти мантийного комплекса; ось его почти под углом 45° наклонена направо, то есть в сторону продольной оси тела. Аорта длинная или средних размеров. Кровеносная сеть лёгкого располагается перед почкой и нередко также вдоль её правой стороны. Почка бобовидная или полулунная, лежит почти в центре мантийного комплекса, и длинная ось её располагается поперёк продольной оси тела. Снизу от почки отходит направо крупный языковидный лобус, который простирается под мочеточник и заднюю кишку. Мочеточник берёт начало от заднего края почки; впереди он переходит в крупный и широкий мочевой пузырь, который особой связкой соединён со стенкой почки. Колумеллярный мускул крепится позади мантийного комплекса, основание полового ретрактора отходит от диафрагмы впереди почки и сердца.
Гениталии характерны отсутствием всяких придаточных органов на женских половых путях. Атриум всегда небольшой. Мужские половые пути без эпифаллуса.

## Распространение
Почти вся Голарктика, однако большинство родов и видов характерны для средиземноморских и черноморских стран.

## Классификация

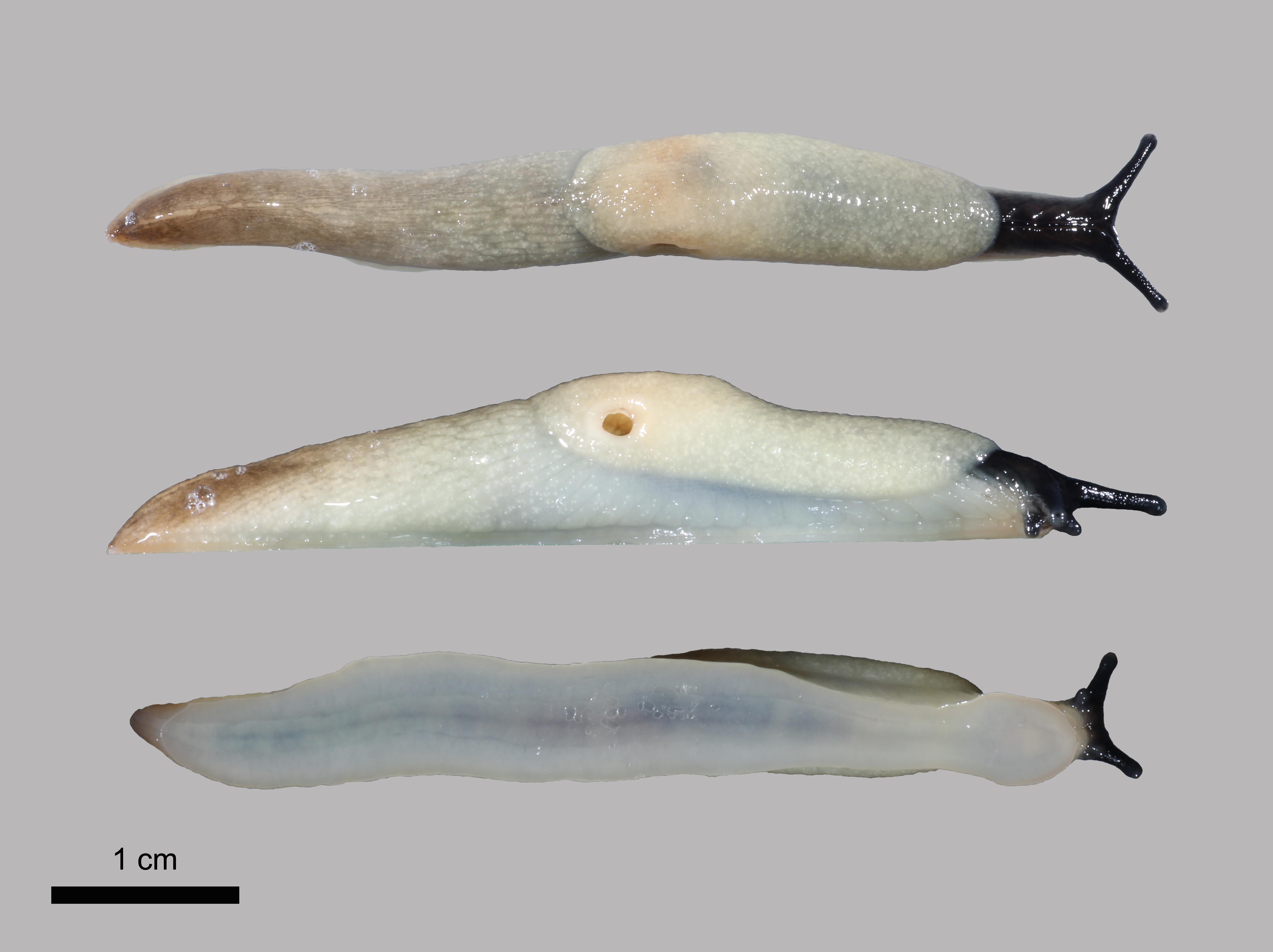
Слизень черноголовый (Krynickillus melanocephalus)

Agriolimacidae вместе с Limacidae, Boettgerillidae и Vitrinidae входит в состав надсемейства Limacoidea.
Семейство подразделяется на 2 подсемейства:
- Подсемейство Agriolimacinae H. Wagner, 1935
  - Deroceras Rafinesque, 1820 — дероцерасы[6]
  - Furcopenis Castillejo & Wiktor, 1983
  - Krynickillus Kaleniczenko, 1851
  - Lytopelte O. Boettger, 1886
  - Megalopelte Lindholm, 1914
- Подсемейство Mesolimacinae Hausdorf, 1998
  - Mesolimax Pollonera, 1888

## Систематика
Ранее большинство авторов относило роды данного семейства к Limacidae. Только Вагнер (Wagner, 1935) считал возможным выделить род Agriolimax (=Deroceras) в особое подсемейство Agriolimacinae. Гудец (Hudec, 1972) ту же группу обозначил как Derocerasinae. В 1973 году впервые Анджей Йозефович Виктор обратил внимание, что не только Deroceras, но и Krynickillus, Lytopelte и Mesolimax занимают особое место в общей системе Limacidae.
С точки зрения Ильи Михайловича Лихарева и Виктора, главным доводом в пользу выделения указанных родов, а также Megalopelte в особое семейство служит совершенно иной план строения органов пищеварения, чем у Limacidae. Всем этим родам присущ кишечник двухпетлевого типа, который почти не перекручен; кишка располагается позади зоба. Кроме того, правая доля печени, а не левая, как у большинства Limacidae, всегда находится сзади и образует вершину внутренностного мешка.
Те же особенности топографии кишечника и печени свойственны и Milacidae. Однако у последних зоб простирается несколько дальше, а весь кишечник перекручен сильнее.
Некоторое сходство в форме пищеварительной системы у Milacidae и Agriolimacidae можно рассматривать как параллелизм, так как по остальным системам органов, особенно гениталиям, и по внешнему виду оба семейства резко отличаются друг от друга.